# محمد حميد فرحان
محمد حميد فرحان الدليمي وهو لاعب كرة قدم عراقي بمركز حراسة المرمى ولد في 24 يناير 1993 في مدينة الفلوجة في محافظة الأنبار في العراق، بدأ اللعب مع نادي الشرطة العراقي وكان قائد المنتخب العراقي للشباب في كأس أمم أسيا للشباب سنة 2012 و كأس العالم للشباب 2013 وقاد منتخبه إلى المباراة النهائية في كأس أمم أسيا للشباب قبل أن يخسر أمام كوريا الجنوبية بركلات الترجيح إلا أنه مع زملائه فازوا على المنتخب الكوري في ربع نهائي كأس العالم للشباب بركلات الترجيح أيضا فثئر من المنتخب الكوري الجنوبي، كما أنه حقق مع المنتخب العراقي للشباب إنجاز كبير بعد أن احتل المرتبة الرابعة في البطولة بعد تعادل مع إنكلترا والفوز على مصر وتشيلي والباراغواي وكوريا الجنوبية قبل أن يخسر مع منتخب الأوروغواي في نصف النهائي وخسارة أمام غانا في مباراة المركز الثالث و الرابع.
محمد حميد تمكن مع فريقه نادي الشرطة من تحقيق الدوري العراقي في موسم 2012-2013 بعد غياب طويل عن هذا اللقب.

## روابط خارجية
- محمد حميد فرحان على موقع الاتحاد الدولي (مؤرشف)  (الإنجليزية)
- محمد حميد فرحان على موقع قاعدة بيانات كرة القدم.إي يو (الإنجليزية)
- محمد حميد فرحان على موقع ناشيونال فوتبول تيمز (الإنجليزية)
- محمد حميد فرحان على موقع Soccerway.com (الإنجليزية)
- محمد حميد فرحان على موقع كووورة
- محمد حميد فرحان على موقع أوليمبيديا (الإنجليزية)